# 斯克蘭頓鎮區 (北達科他州鮑曼縣)
斯克蘭頓鎮區（英語：Scranton Township）是位於美國北達科他州鮑曼縣的一個鎮區。

## 地方資料
斯克蘭頓鎮區的面積為90.66平方千米，當中陸地面積為90.43平方千米，而水域面積為0.23平方千米。根據2010年美國人口普查的數據，當地共有人口67人，而人口密度為每平方千米0.74人。